# پولیکارپوف آی-۱۵
I-15 (به انگلیسی: Polikarpov_I-15) یک هواگرد از نوع جنگنده ساخت شرکت است. هواگرد I-15 نخستین پروازش را در اکتبر ۱۹۳۳ میلادی انجام داد. در مجموع، تعداد ۳۳۱۳ (plus 3,437 of I-۱۵۳)فروند از این هواگرد ساخته شده‌است.
طراح این هواگرد، نیکولای نیکولائوچ پولیکارپف بود.